# リケンファブロ
リケンファブロ株式会社（Riken fabro Corporation.）は、かつて存在した化学メーカーである。本社を東京都千代田区に置いていた。
2012年10月、リケンテクノスがに三井化学の子会社である三井化学ファブロを買収し、ラップ事業を統合して設立された。
2022年1月1日付でリケンテクノスへ吸収合併され、解散した。

## 沿革
- 2012年（平成24年）10月 - 設立
- 2015年（平成27年）9月  - 本社を御茶ノ水ワテラスタワーに移転
- 2022年（令和4年）1月 - リケンテクノスへ吸収合併され解散。

## 事業所
- 工場
  - 名古屋工場 ‐ 愛知県名古屋市南区
  - 三重製造課 - 三重県亀山市
  - 埼玉製造課 - 埼玉県深谷市